# Condados da República da Irlanda
A República da Irlanda, para fins de governo local, está dividida em 34 condados incluindo as 5 cidades (boroughs) com estatuto de condado. A maioria dos condados administrativos correspondem aos limites dos antigos 26 condados tradicionais.
Um ato do governo local da Irlanda aprovado pelo parlamento do Reino Unido em 1898 (Local Government Act 1898 - 61 & 62 Vict. c. 37) foi o marco inicial para o estabelecimentos de um sistema de governo local na Irlanda (similar ao que fora criado na Grã-Bretanha) e a formação dos condados administrativos e seus estatutos.
Com a implantação do sistema de condados administrativos, 6 dos 26 condados originais (tradicionais) passaram a ter mais de uma área de autoridade local, totalizando 34 condados administrativos, incluindo as cidades com estatuto de condado (county-boroughs ou county-level authorities).
Estas foram as reestruturações desde a publicação do ato:
- 1898: O condado tradicional de Tipperary se dividiu nos condados administrativos de Condado de Tipperary Norte e Condado de Tipperary Sul. As cidades de Cork, Dublin,Limerick e Waterford se separaram dos condados administrativos de mesmo nome e passaram a possuir estatuto de condado (county-boroughs);
- 1920: O nome dos condados do Rei e da Rainha (King's County e Queen's County), mudaram para Offaly e Laois, respectivamente;
- 1985: A cidade de Galway se separou do condado administrativo de Galway e também passou a condição de county-borough;
- 1 de janeiro de 1994: Oito autoridades regionais foram estabelecidas. Na mesma data, o condado tradicional de Dublin se dividiu nos condados administrativos de: Dun Laoghaire-Rathdown (capital Dún Laoghaire), Fingal (Swords) e South Dublin (Tallaght).

Com o surgimento e crescimento das cidades, as fronteiras administrativas têm sido alteradas com freqüência para incluir cidades divididas entre dois condados, inteiramente dentro de um mesmo condado.
Os novos condados administrativos são freqüentemente ignorados (exceto para questões de governo local e administração), por não serem tradicionais.

## Lista de condados
| Nº | 26 condados tradicionais (**) | 34 condados administrativos atuais                                                               | província histórica |
| -- | ----------------------------- | ------------------------------------------------------------------------------------------------ | ------------------- |
| 01 | Condado de Dublin             | Cidade de Dublin (*) Condado de Dun Laoghaire-Rathdown Condado de Fingal Condado de South Dublin | Leinster            |
| 02 | Condado de Wicklow            | Condado de Wicklow                                                                               | Leinster            |
| 03 | Condado de Wexford            | Condado de Wexford                                                                               | Leinster            |
| 04 | Condado de Carlow             | Condado de Carlow                                                                                | Leinster            |
| 05 | Condado de Kildare            | Condado de Kildare                                                                               | Leinster            |
| 06 | Condado de Meath              | Condado de Meath                                                                                 | Leinster            |
| 07 | Condado de Louth              | Condado de Louth                                                                                 | Leinster            |
| 08 | Condado de Monaghan           | Condado de Monaghan                                                                              | Ulster              |
| 09 | Condado de Cavan              | Condado de Cavan                                                                                 | Ulster              |
| 10 | Condado de Longford           | Condado de Longford                                                                              | Leinster            |
| 11 | Condado de Westmeath          | Condado de Westmeath                                                                             | Leinster            |
| 12 | Condado de Offaly             | Condado de Offaly                                                                                | Leinster            |
| 13 | Condado de Laois              | Condado de Laois                                                                                 | Leinster            |
| 14 | Condado de Kilkenny           | Condado de Kilkenny                                                                              | Leinster            |
| 15 | Condado de Waterford          | Condado de Waterford Cidade de Waterford(*)                                                      | Munster             |
| 16 | Condado de Cork               | Condado de Cork Cidade de Cork(*)                                                                | Munster             |
| 17 | Condado de Kerry              | Condado de Kerry                                                                                 | Munster             |
| 18 | Condado de Limerick           | Condado de Limerick Cidade de Limerick(*)                                                        | Munster             |
| 19 | Condado de Tipperary          | Condado de Tipperary Norte Condado de Tipperary Sul                                              | Munster             |
| 20 | Condado de Clare              | Condado de Clare                                                                                 | Munster             |
| 21 | Condado de Galway             | Condado de Galway Cidade de Galway(*)                                                            | Connacht            |
| 22 | Condado de Mayo               | Condado de Mayo                                                                                  | Connacht            |
| 23 | Condado de Roscommon          | Condado de Roscommon                                                                             | Connacht            |
| 24 | Condado de Sligo              | Condado de Sligo                                                                                 | Connacht            |
| 25 | Condado de Leitrim            | Condado de Leitrim                                                                               | Connacht            |
| 26 | Condado de Donegal            | Condado de Donegal                                                                               | Ulster              |

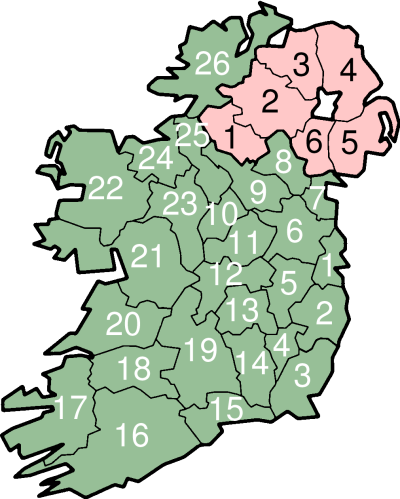
Condados tradicionais da República da Irlanda (em verde)

- (*) Cidades com estatuto de condado (county-boroughs ou county-level authorities).
- (**) Existem ainda 6 condados tradicionais na província do Ulster, que hoje formam a Irlanda do Norte.

Os estatutos dos círculos eleitorais para o Dáil Éireann requerem que estes sigam os limites dos condados na medida do possível. Consequentemente, os condados com maior população têm mais do que um círculo eleitoral (por exemplo, Limerick Leste/Oeste) e alguns círculos consistem de mais de um condado (por exemplo, Sligo-Leitrim), mas na grande maioria dos casos não são atravessadas fronteiras de condados. Alguns, no entanto, foram reestruturados, como nos casos do condado de Dublin, fragmentado em três novos conselhos na década de 1990, e o condado de Tipperary, que foi dois condados separados desde a década de 1890. Hoje, os totais são de 29 condados administrativos e 5 cidades. As cinco cidades - Dublin, Cork, Galway, Limerick e Waterford - são administradas separadamente do restante dos respectivos condados. Há cinco boroughs - Clonmel, Drogheda, Kilkenny, Sligo and Wexford - que têm alguma autonomia no interior dos seus condados.